# Pseudocurimata patiae
Pseudocurimata patiae är en fiskart som först beskrevs av Eigenmann, 1914.  Pseudocurimata patiae ingår i släktet Pseudocurimata och familjen Curimatidae. Inga underarter finns listade i Catalogue of Life.